# Michele De Nadai
Michele De Nadai (Milano, 8 settembre 1954) è un allenatore di calcio ed ex calciatore italiano, di ruolo centrocampista o difensore.

## Carriera
In carriera ha totalizzato 83 presenze e 4 reti in Serie A con le maglie di Milan (con cui ha realizzato una rete all'esordio in massima serie, il 2 maggio 1976, nell'unica sua presenza in campionato coi rossoneri) e Roma, con cui ha vinto due Coppe Italia consecutive nelle edizioni 1979-1980 e 1980-1981.
Ha inoltre disputato quattro campionati di Serie B nelle file di Monza, Lazio e Pistoiese, per complessive 103 presenze e 8 reti fra i cadetti, conquistando la promozione in massima serie coi biancocelesti nell'annata 1982-1983.

## Palmarès

### Giocatore
- Coppa Italia: 2

Roma: 1979-1980, 1980-1981